# GloFish

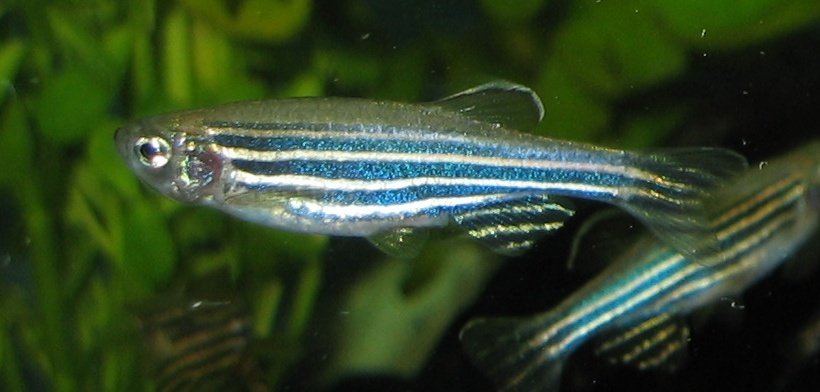
Ein gewöhnlicher Zebrabärbling

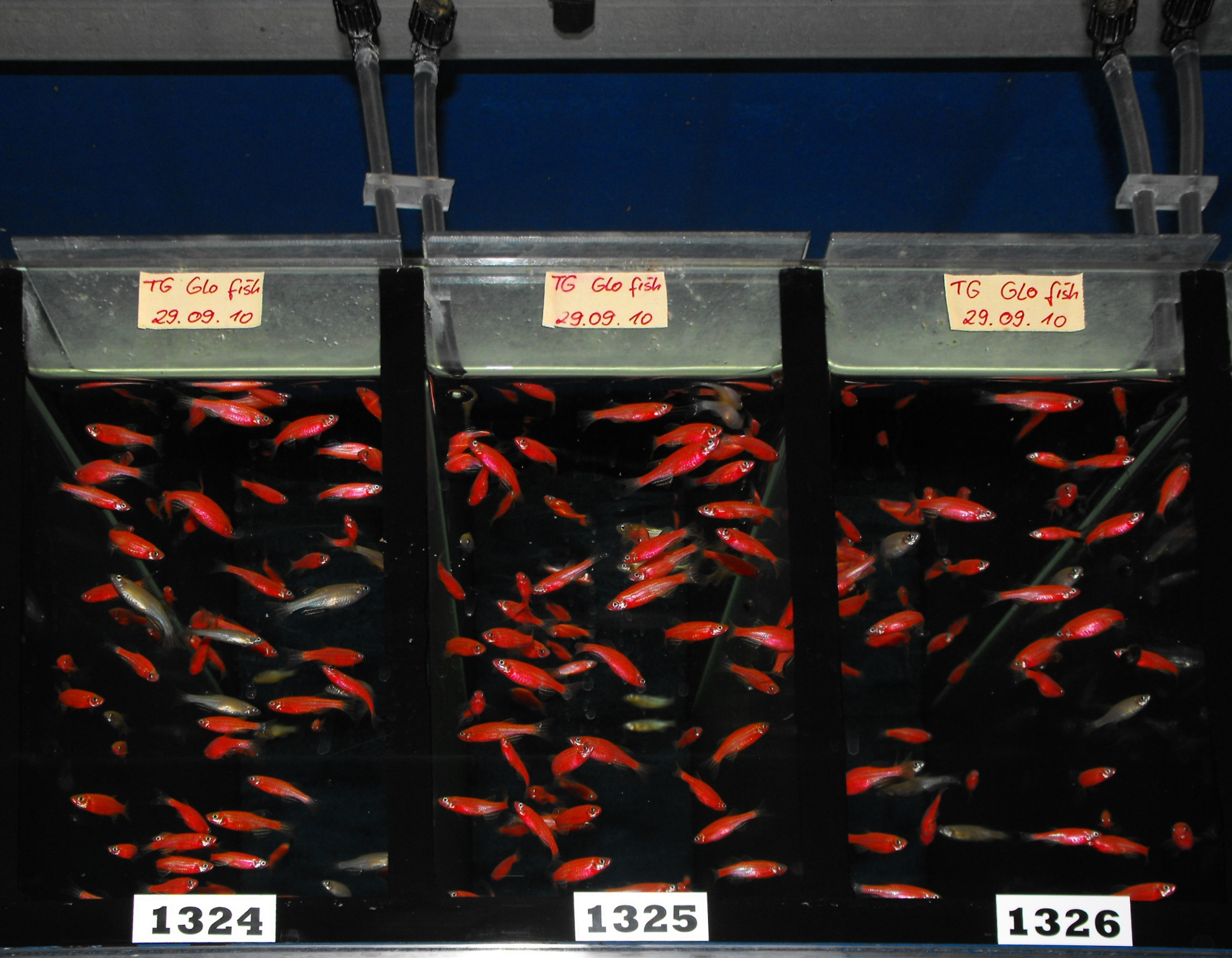
GloFish

GloFish (englisch glow fish „Leuchtfisch“) ist der Markenname für vier gentechnisch modifizierte Fischarten (Zebrabärbling, Sumatrabarbe, Trauermantelsalmler und Elritze), die als Folge eines gentechnischen Eingriffs fluoreszieren. Rechteinhaber und Züchter ist die US-amerikanische Firma Yorktown Technologies.
1999 wurde an der National University of Singapore das für das grün fluoreszierende Protein (GFP) codierende Gen aus der Qualle Aequorea victoria in das Genom eines Zebrabärblings kloniert und der genetisch modifizierte Fisch patentiert. Die so gentechnisch veränderten Fische fluoreszieren bei Tages- oder Kunstlicht. Der ursprüngliche rein wissenschaftliche Ansatz war, einen Modellorganismus zu schaffen, mit dem die Wasserqualität mittels Fluoreszenzänderungen überwacht werden kann. Später kamen als Varianten noch die Farben Rot – aus dem Genom einer Koralle – und Gelb aus einem anderen Quallengen hinzu. Die so gentechnisch veränderten Zebrabärblinge kamen 2004 als Haustiere in den Handel. Es sind die ersten gentechnisch veränderten Tiere, die als Haustier erhältlich sind.

## Rechtslage
In der Europäischen Union ist der Vertrieb und die Zucht der gentechnisch veränderten Tiere verboten. 2007 tauchten zum ersten Mal illegal eingeführte fluoreszierende Zebrabärblinge in Deutschland auf.
Der Vertrieb der Fische ist in den USA dagegen ohne Genehmigung möglich. Die US-amerikanische Food and Drug Administration (FDA) äußerte keinerlei Bedenken bezüglich der Umweltverträglichkeit und eines möglichen Risikos für die öffentliche Gesundheit, da Zierfische nicht zum Verzehr gedacht sind. Ausnahme war der Bundesstaat Kalifornien, in dem Handel und Besitz gentechnisch modifizierter Fische bereits vor Markteinführung des GloFish untersagt waren. Dieses Verbot wurde aus Sorge um einen schnell wachsenden Lachs erlassen. Da es jedoch keine Anhaltspunkte dafür gab, dass die tropischen „Leuchtfische“ eine Gefährdung für den einheimischen Fischbestand darstellen, wurde 2015 Handel und Besitz auch in Kalifornien erlaubt.

## Trivia
In der Fernsehserie The Big Bang Theory entwickelt die Hauptfigur Dr. Sheldon Cooper – infolge von geistiger Unterforderung – Leuchtfische als Nachtlichtersatz. Die Idee und umfassende Vertriebspläne werden von seinem Umfeld jedoch als irrwitzig abgetan.